# هل سامیت (لوئیزیانا)
هل سامیت (به انگلیسی: Hall Summit) شهری در ایالت لوئیزیانا کشور ایالات متحده آمریکا است که جمعیت آن در سرشماری سال ۲۰۱۰ میلادی، ۳۰۰ نفر بوده‌است.